# Gilmar Mayo
Gilmar Jalith Mayo Lozano, né le 30 septembre 1969 à Pailitas, est un athlète colombien, spécialiste du saut en hauteur. Au cours de sa longue carrière, durant les années 1990 et 2000, il remporte de nombreux titres et podiums continentaux. En 1994, il établit le record d'Amérique du Sud à 2,33 m.

## Biographie

### Jeunesse et premiers succès
Natif de Pailitas dans le département de Cesar, en Colombie, Gilmar Mayo, prénommé ainsi par son père en référence au footballeur brésilien Gilmar, passe son enfance à Quibdó (département de Chocó).
En 1987 il est repéré par l'entraîneur Guillermo Valencia, et participe en 1988 aux championnats d'Amérique du Sud juniors dans trois disciplines : la hauteur, le triple et la longueur.
À partir de 1990 il se rend à Medellín sous la houlette d'Eduardo Paz. À cette époque il pratique aussi le triple saut, discipline dans laquelle il portera son record personnel à 16,04 m.
Dès l'année suivante, en 1991, il franchit une barre à 2,20 m et remporte la médaille d'or aux championnats d'Amérique du Sud.
En 1993, il étoffe son palmarès par une médaille d'or aux championnats d'Amérique centrale et des Caraïbes puis une médaille de bronze lors des Jeux d'Amérique centrale et des Caraïbes.

### L'année 1994
En avril 1994, Gilmar Mayo franchit la hauteur de 2,30 m en altitude à Medellín derrière les 2,34 m de Javier Sotomayor, ce qui lui permet de prendre le record d'Amérique du Sud de 2,25 m détenu par le Brésilien Claudio da Mata Freire depuis 1982 et par l'Argentin Fernando Pastoriza depuis 1988.
Le 5 juin à Séville, il améliore son record d'un centimètre. Le 17 octobre, il franchit 2,33 m à Pereira, ville située en altitude (1 411 m). Sur sa lancée, il est vainqueur des championnats ibéro-américains à Mar del Plata. Enfin, en novembre de la même année, il remporte le concours des Jeux sud-américains.

### Suite de sa carrière
En 1997, le Colombien participe aux championnats du monde d'Athènes. Il y termine dixième avec une performance de 2,29 m après avoir échoué trois fois à 2,32 m. C'est son meilleur résultat en compétition majeure.
Sa meilleure performance en salle est de 2,27 m réalisés au Pirée, un record continental qui tient jusqu'en 2022.
Il se retire de la compétition en 2010, après avoir encore sauté 2,20 m en 2009 à Medellín le 25/04/2009, ce qui à près de 40 ans est une performance de tout premier ordre.

### Palmarès
| Date | Compétition                                      | Lieu                 | Résultat | Épreuve | Performance |
| ---- | ------------------------------------------------ | -------------------- | -------- | ------- | ----------- |
| 1991 | Championnats d'Amérique du Sud                   | Manaus               | 1er      | Hauteur | 2,20 m      |
| 1993 | Championnats d'Amérique centrale et des Caraïbes | Cali                 | 1er      | Hauteur | 2,15 m      |
| 1993 | Jeux d'Amérique centrale et des Caraïbes         | Ponce                | 3e       | Hauteur | 2,14 m      |
| 1994 | Championnats ibéro-américains                    | Mar del Plata        | 1er      | Hauteur | 2,32 m      |
| 1995 | Jeux panaméricains                               | Mar del Plata        | 3e       | Hauteur | 2,26 m      |
| 1995 | Championnats d'Amérique du Sud                   | Manaus               | 1er      | Hauteur | 2,25 m      |
| 1996 | Championnats ibéro-américains                    | Medellín             | 2e       | Hauteur | 2,23 m A    |
| 1997 | Championnats d'Amérique du Sud                   | Mar del Plata        | 1er      | Hauteur | 2,26 m      |
| 1997 | Championnats d'Amérique centrale et des Caraïbes | San Juan             | 1er      | Hauteur | 2,25 m      |
| 1998 | Championnats ibéro-américains                    | Lisbonne             | 3e       | Hauteur | 2,18 m      |
| 1998 | Jeux d'Amérique centrale et des Caraïbes         | Maracaibo            | 2e       | Hauteur | 2,30 m      |
| 1999 | Championnats d'Amérique du Sud                   | Bogota               | 2e       | Hauteur | 2,26 m A    |
| 2000 | Championnats ibéro-américains                    | Rio de Janeiro       | 1er      | Hauteur | 2,24 m      |
| 2002 | Championnats ibéro-américains                    | Guatemala            | 1er      | Hauteur | 2,26 m A    |
| 2002 | Jeux d'Amérique centrale et des Caraïbes         | San Salvador         | 3e       | Hauteur | 2,15 m      |
| 2005 | Championnats d'Amérique du Sud                   | Cali                 | 1er      | Hauteur | 2,22 m      |
| 2006 | Championnats ibéro-américains                    | Ponce                | 2e       | Hauteur | 2,20 m      |
| 2006 | Jeux d'Amérique centrale et des Caraïbes         | Carthagène des Indes | 1er      | Hauteur | 2,19 m      |
| 2006 | Championnats d'Amérique du Sud                   | Tunja                | 2e       | Hauteur | 2,20 m      |
| 2007 | Championnats d'Amérique du Sud                   | São Paulo            | 3e       | Hauteur | 2,21 m      |

### Records
| Épreuve         | Performance   | Lieu     | Date            |
| --------------- | ------------- | -------- | --------------- |
| Saut en hauteur | 2,33 m A (AR) | Pereira  | 17 octobre 1994 |
| Hauteur (salle) | 2,27 m        | Le Pirée | 24 février 1999 |